# Izu, Shizuoka
Izu (japanska: 伊豆市?, Izu-shi) är en stad på Izuhalvön i Shizuoka prefektur i Japan. Staden bildades 2004 genom en sammanslagning av kommunerna Shuzenji, Toi, Nakaizu och Amagiyugashima.